# Sylvia Kristel
Pour les articles homonymes, voir Kristel (homonymie).
Sylvia Kristel, née le 28 septembre 1952 à Utrecht et morte le 17 octobre 2012 à La Haye, est une actrice et mannequin néerlandaise.
Elle est surtout connue pour avoir incarné à douze reprises (quatre fois au cinéma, huit à la télévision) le rôle-titre de la série érotique Emmanuelle entre les années 1970 et 1990.

## Biographie

### Enfance et mannequinat
Fille de John Nicolaas Kristel, ancien champion de tir, et de Pietje Hendrika Lamme, Sylvia Kristel a grandi avec sa sœur cadette Marianne et son frère Nicolas dans une chambre d'hôtel, presque sous les toits de l'établissement familial, l'Hôtel du Commerce, quartier de la gare à Utrecht,.
Avec un QI de 165, Kristel a pu sauter quatre classes à l'école. Elle parle néerlandais, français, anglais, allemand et italien.
Après ses études secondaires dans un pensionnat religieux où elle est marquée par les leçons de sœur Marie-Immaculata, elle travaille un temps comme secrétaire dans une société d'import-export. Se morfondant dans l'appartement où elle vit avec sa mère depuis le divorce de cette dernière, elle rencontre le producteur Jacques Charrier, alors président du jury du festival de cinéma d'Utrecht, qui lui conseille de tenter de percer dans le cinéma. Elle commence le mannequinat à 17 ans et, en 1973, gagne le concours Miss TV Europe.
Kristel commence sa carrière d'actrice dans un spot publicitaire pour un tampon périodique. Elle enchaîne avec de petits rôles dans des films néerlandais.

### Les annéesEmmanuelle

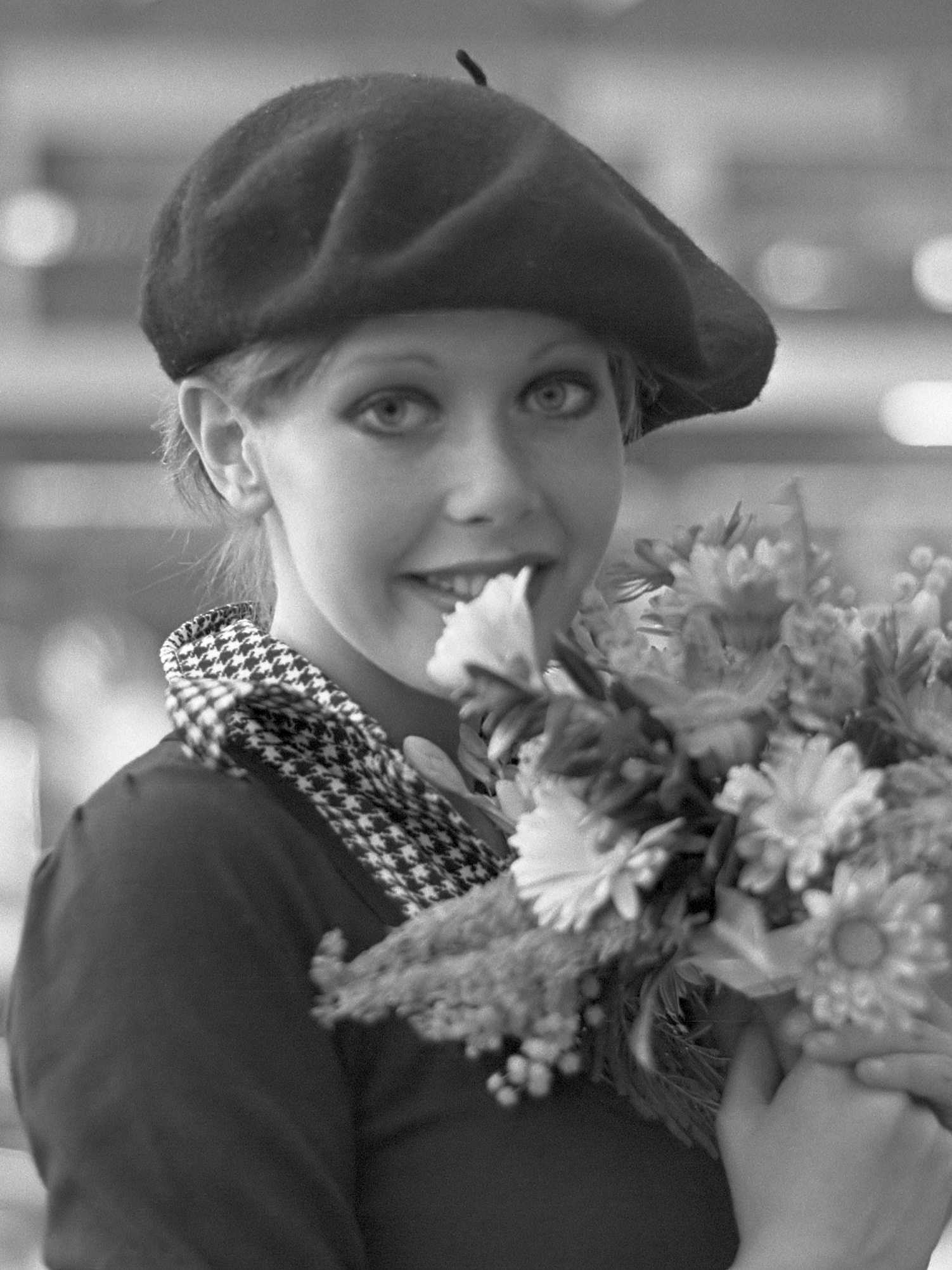
Sylvia Kristel en 1973.

En 1974, Kristel tient le rôle-titre du film Emmanuelle (adapté du roman d'Emmanuelle Arsan), réalisé par Just Jaeckin. Ce film, qui lui a apporté la notoriété internationale, demeure l’un des films français ayant eu le plus de succès. Il restera treize ans à l'affiche sur les Champs-Élysées à Paris. Sylvia Kristel se trouve alors liée à ce rôle et joue sur cette image. Elle reprendra le personnage dans quatre autres films de la série, entre 1975 et 1993. Dans l'intervalle, elle joue dans des films traditionnels réalisés par les cinéastes Jean-Pierre Mocky, Claude Chabrol ou Roger Vadim, entre autres.
Kristel apparaît dans l'adaptation de L’Amant de Lady Chatterley et obtient le rôle-titre dans une biographie érotique de l’espionne Mata Hari. Cette image la suit jusqu'aux États-Unis où elle joue, en 1981, Nicole Mallow, une femme séduisant un adolescent dans la comédie érotique controversée Leçons très particulières. Bien que le film soit un des films indépendants les plus rentables de l'année 1981 (listé à la 28e place du total des recettes brutes aux États-Unis pour 1981), Kristel ne reçut aucune rémunération et continue à apparaître dans des films, délaissant le rôle d'Emmanuelle entre 1984 et 1993. 
Elle apparaît également dans un film adapté de la série comique Max la Menace : Le Plus Secret des agents secrets (The Nude Bomb) en 1980. Elle continue de jouer, notamment aux côtés de Michel Piccoli et d'Alain Delon.

### Après le succès
Malgré le soutien de la critique, Kristel est rapidement cantonnée à des rôles érotiques et sa carrière se termine pratiquement en 1981.
En 1984, le quatrième volet des aventures d'Emmanuelle lui donne l'occasion de passer ostensiblement le relais à Mia Nygren, qui a le rôle principal, tandis qu'elle tient le double rôle de Sylvia et d'Emmanuelle. Monique Gabrielle et Natalie Uher lui succèderont. Mais l'identification de l'actrice au personnage restera la plus forte et Kristel reprendra son rôle d'Emmanuelle, pour le cinéma et la télévision, aux côtés de George Lazenby dans les années 1990, le rôle principal étant tenu par Marcela Walerstein. 
En 2001, Kristel joue un petit rôle dans Pardonnez-moi, le premier film du cinéaste néerlandais controversé Cyrus Frisch. La même année, elle apparaît dans le film Sexy Boys de Stéphane Kazandjian dans lequel elle joue une sexologue. Lors de la scène de la consultation, elle est assise sur un fauteuil en osier rappelant celui d'Emmanuelle…
En 2004, Kristel réalise le court-métrage Topor et moi, écrit par Ruud Den Dryver dans lequel elle joue. En mai 2006, elle reçoit une récompense au festival du film de Tribeca à New York. Après une pause de 8 ans, elle fait une apparition dans le film Two Sunny Days en 2010 et, la même année, elle apparaît dans la série télé Les Demoiselles du swing où elle joue la mère de Trio Lescano.
Ayant beaucoup fumé (dès l'âge de 11 ans), Kristel a été soignée pour un cancer de la gorge en 2002 puis du poumon en 2004. Fin juin 2012, elle est victime d'un accident vasculaire cérébral,. Quelques mois plus tard, elle meurt d'un cancer du poumon dans la nuit du 17 octobre 2012.
Kristel résida à Amsterdam jusqu'à sa mort[réf. nécessaire].
Elle est inhumée le 26 octobre 2012 dans sa ville natale d'Utrecht, en présence de nombreuses personnalités dont Just Jaeckin.

## Vie privée

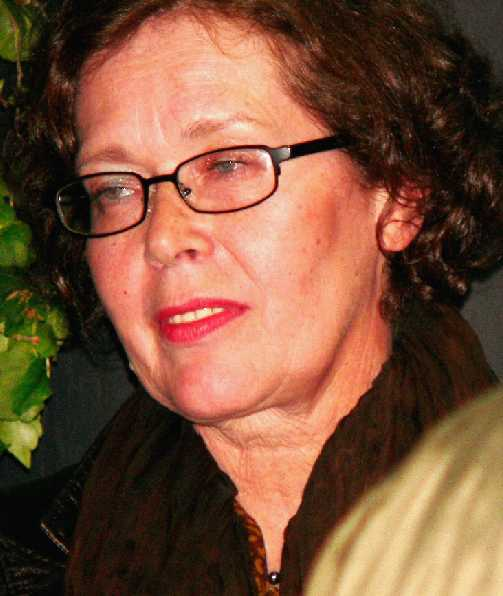
Sylvia Kristel en 2009.

Sylvia Kristel entretient une relation jusqu'au milieu des années 1970 avec l'écrivain belge Hugo Claus, qui a 23 ans de plus qu'elle, et avec qui elle a un fils, Arthur, né le 10 février 1975, également comédien. Puis, durant cinq ans, elle a une relation amoureuse avec le comédien Ian McShane. Il lui fait découvrir la cocaïne et au bout de deux ans, Kristel va bientôt en prendre quotidiennement, souvent avec de l'alcool. Le couple se dispute fréquemment et la relation se terminera tragiquement quand Ian McShane poussera une Kristel enceinte dans les escaliers, ce qui lui fera perdre l'enfant et quitter McShane. Dans un entretien, tourné dans le cadre du documentaire Hunting Emmanuelle en 2006, elle décrit cette dépendance à la cocaïne comme une supervitamine très tendance, chère et bien plus puissante que l'alcool, un carburant nécessaire pour rester dans le « style ». Cette dépendance la conduit à prendre de mauvaises décisions comme vendre ses droits pour Leçons très particulières pour 150 000 dollars, alors que le film en rapporte plus de 26 millions rien qu'aux États-Unis.
Elle s'installe aux États-Unis pour tenter une carrière internationale où elle manque de mourir de faim après un mariage de cinq mois avec un homme d'affaires. Elle est financièrement spoliée par son deuxième mari, le metteur en scène Philippe Blot, dont elle obtient la séparation.
À partir des années 1990, Sylvia Kristel vit en couple avec Freddy de Vree (nl), un producteur belge, qui meurt subitement en 2004. À partir de cette époque, elle connaît un véritable succès aux Pays-Bas en tant que peintre.
En 2006, elle publie son autobiographie sous le titre Nue, dans laquelle elle raconte son calvaire : victime de sa naïveté, escroquée, puis dépossédée, minée par l’alcool et la drogue, elle a vu sa vie s'effondrer.

## Filmographie

### Actrice

#### Cinéma
- 1973 : Scènes de la vie amoureuse d'un couple (nl) (Frank en Eva) de Pim de la Parra : Sylvia
- 1973 : Les chattes se mouillent (Because of the Cats) de Fons Rademakers : Hannie Troost
- 1973 : Lilly (nl) (Naakt over de schutting) de Frans Weisz : Lilly Marischka
- 1974 : Emmanuelle de Just Jaeckin : Emmanuelle
- 1974 : Julia et les hommes (de) (Der Liebesschüler) de Sigi Rothemund : Andrea
- 1974 : Un linceul n'a pas de poches de Jean-Pierre Mocky : Avril
- 1975 : Emmanuelle l'antivierge (Emmanuelle 2) de Francis Giacobetti : Emmanuelle
- 1975 : Le Jeu avec le feu d'Alain Robbe-Grillet : Diana Van Den Berg
- 1976 : Une femme fidèle de Roger Vadim : Mathilde Leroy
- 1976 : La Marge de Walerian Borowczyk : Diana
- 1977 : Alice ou la Dernière Fugue de Claude Chabrol : Alice Caroll
- 1977 : René la Canne de Francis Girod : Krista
- 1977 : Goodbye Emmanuelle (Emmanuelle 3) de François Leterrier : Emmanuelle
- 1978 : Pastorale 1943 (nl) de Wim Verstappen : Miep Algera
- 1978 : Mystères (nl) (Mysteries) de Paul de Lussanet (nl) : Dany Kielland
- 1979 : Le Cinquième Mousquetaire (The Fifth Musketeer) de Ken Annakin : Maria Theresa
- 1979 : Airport 80 Concorde (The Concorde; Airport '79) de David Lowell Rich : Isabelle
- 1979 : Les Monstresses (Letti selvaggi) de Luigi Zampa, sketches « La moglie giovane » et « L'arabo »
- 1980 : Le Plus Secret des agents secrets (The Nude Bomb) de Clive Donner : Agent 34
- 1980 : L'Amour en première classe (Amore in prima classe) de Salvatore Samperi : Beatrice
- 1981 : L'Amant de lady Chatterley (Lady Chatterley's Lover) de Just Jaeckin : Lady Constance Chatterley
- 1981 : Leçons très particulières (Private Lessons) d'Alan Myerson : Nicole Mallow
- 1983 : Le collège s'envoie en l'air (en) (Private School) de Noel Black : Ms. Regina Copoletta
- 1984 : Emmanuelle 4 de Francis Leroi et Iris Letans : Sylvia/Emmanuelle
- 1985 : The Big Bet de Bert I. Gordon : Michelle
- 1985 : Mata Hari de Curtis Harrington : Mata Hari
- 1985 : Chaleur rouge de Robert Collector : Sofia
- 1988 : The Arrogant de Philippe Blot : Julie
- 1988 : Dracula's Widow de Christopher Coppola : Vanessa
- 1990 : In the Shadow of the Sandcastle de Philippe Blot : Angel
- 1990 : Hot Blood de Philippe Blot : Sylvia
- 1992 : Seong-ae-ui chimmuk d'In-yeob Jeong
- 1993 : Beauty School d'Ernest G. Sauer : Sylvia
- 1993 : Emmanuelle au 7e ciel de Francis Leroi : Emmanuelle
- 1997 : Gaston's War de Robbe De Hert : Miep Visser
- 1999 : Harry Rents a Room de Hisko Hulsing : Miss Pinky
- 1999 : Film 1 de Willem Wallyn : Patron
- 1999 : An Amsterdam Tale de Dorna van Rouveroy : Alma
- 2000 : Lijmen/Het been de Robbe De Hert : Jeanne
- 2001 : Sexy Boys de Stéphane Kazandjian : la sexologue
- 2001 : De vriendschap de Nouchka van Brakel : Sylvia
- 2001 : Vergeef me de Cyrus Frisch : Chiquita
- 2002 : Bank de Sinan Çetin : l'épouse
- 2007 : Chacun son cinéma, film à sketches français
- 2010 : Two sunny days de Ognjen Sviličić : Angela

#### Télévision
- 1981 : Les Machines diaboliques de François Villiers : Djamila Khan, la princesse orientale
- 1981 : The Million Dollar Face de Michael O'Herlihy : Brett Devereaux
- 1987 : Casanova de Simon Langton : Maddalena
- 1993 : Éternelle Emmanuelle de Francis Leroi : Emmanuelle
- 1993 : La Revanche d'Emmanuelle de Francis Leroi : Emmanuelle
- 1993 : Emmanuelle à Venise de Francis Leroi : Emmanuelle
- 1993 : L'Amour d'Emmanuelle de Francis Leroi : Emmanuelle
- 1993 : Magique Emmanuelle de Francis Leroi : Emmanuelle
- 1993 : Le Parfum d'Emmanuelle de Francis Leroi : Emmanuelle
- 1993 : Le Secret d'Emmanuelle de Francis Leroi : Emmanuelle
- 1994 : Onderweg naar morgen, série télévisée : Trix Odijk
- 1996 : De eenzame oorlog van Koos Tak (série télévisée), épisode Tante Heintje
- 1997 : Die Sexfalle de Michael Keusch : Nicole Fuchs
- 2000 : Die Unbesiegbaren de Jakob Schäuffelen
- 2004 : Topor et moi
- 2010 : Les Demoiselles du swing (it) (Le ragazze dello swing) de Maurizio Zaccaro : Eva de Leeuw
- 2010 : Le Plus Beau Métier du monde de Valérie Stroh et  Daniel Lainé

### Réalisation
- 2004 : Topor et moi (court-métrage)